# Paula Fudge
Paula Fudge (Reino Unido, 30 de marzo de 1952) es una atleta británica retirada especializada en la prueba de 3000 m, en la que consiguió ser medallista de bronce europea en pista cubierta en 1982.

## Carrera deportiva
En el Campeonato Europeo de Atletismo en Pista Cubierta de 1982 ganó la medalla de bronce en los 3000 metros, con un tiempo de 8:56.96 segundos, tras la italiana Agnese Possamai y la rumana Maricica Puică.